# 태풍 인파 (2021년)
태풍 인파(IN-FA)는 2021년에 북서태평양에서 발생한 제6호 태풍이다. 인파는 마카오에서 제출한 이름으로 불꽃놀이를 의미한다.

## 태풍의 진행
태풍 인파는 7월 18일 3시에 중심기압 998hPa, 최대풍속 18m/s, 강풍 반경 560km(동쪽 반경)의 열대폭풍으로 일본 오키나와 남동쪽 약 670km 부근 해상에서 발생하였다.(일본 기상청 태풍정보 속보치 기준) 발생 이후 태풍 주변에 마땅히 지향류가 없는 상태로 인해 거의 정체 및 북서~서남서진하며 굉장히 더디게 발달하면서 일본 류큐 열도에 있는 이시가키섬과 미야코섬 사이의 해상을 통과한 뒤 동중국해에서 발달해서, 7월 24일 15시에 일본 오키나와 서쪽 약 360km 부근 해상(동중국해)에서 중심기압 950hPa, 최대풍속 41m/s의 강한 태풍으로 최성기를 맞이하였다. 최성기 이후에는 느리게 북북서~서북서진하며 중국 동해안에 근접하며 더디게 약화되었고, 7월 25일 21시에 중심기압 975hPa, 최대풍속 31m/s의 세력으로 중국 저장성 저우산시에 상륙했다. 중국 저장성에 상륙한 이후 육상마찰을 받으며 약화되어서, 7월 28일 3시에 중국 상하이 서북서쪽 약 300km 부근 육상(중국 안후이성 마안산시)에서 중심기압 990hPa의 열대저압부로 약화되었다.

## 같이 보기
- 태풍 모라꼿 (2009년)
- 태풍 라나님